# Coppa Svizzera 1983-1984
La Coppa Svizzera 1983-1984 è stata la 59ª edizione della manifestazione calcistica. È iniziata il 29 luglio 1983 e si è conclusa il 11 giugno 1984. Questa edizione della coppa vide la vittoria finale del Servette.

## Squadre partecipanti
| Lega Nazionale A | Lega Nazionale B | Prima Lega Gruppo 1 | Prima Lega Gruppo 2 | Prima Lega Gruppo 3 | Prima Lega Gruppo 4 |
| ---------------- | ---------------- | ------------------- | ------------------- | ------------------- | ------------------- |

### 1º Turno Eliminatorio
Partecipano le squadre di Prima, Seconda e Terza Lega.
| Squadra 1               | Risultato | Squadra 2 |
| ----------------------- | --------- | --------- |
| 29, 30 e 31 luglio 1983 |           |           |

### 2º Turno Eliminatorio
Entrano in lizza le squadre di Lega Nazionale B.
| Squadra 1         | Risultato | Squadra 2 |
| ----------------- | --------- | --------- |
| 6 e 7 agosto 1983 |           |           |

### Trentaseiesimi di Finale
Entrano in lizza le 14 squadre di Lega Nazionale A.
| Squadra 1             | Risultato     | Squadra 2         |
| --------------------- | ------------- | ----------------- |
| 10 settembre 1983     |               |                   |
| Altstätten            | 1 - 3         | Red Star Zurigo   |
| Arbon                 | 0 - 6         | Grasshoppers      |
| Baden                 | 6 - 2(d.t.s.) | Concordia Basilea |
| Bienne                | 7 - 2         | Monthey           |
| Birsfelden            | 0 - 8         | Basilea           |
| Bulle                 | 8 - 1         | Saint-Légier      |
| Buochs                | 3 - 2         | Allschwil         |
| Emmen                 | 1 - 6         | Wettingen         |
| Friburgo              | 6 - 2         | Malley            |
| Gerlafingen           | 0 - 3         | Laufen            |
| Ibach                 | 1 - 5(d.t.s.) | Zurigo            |
| Köniz                 | 0 - 2         | Young Boys        |
| Locarno               | (Sospesa)     | Kreuzlingen       |
| Martigny              | 1 - 2         | Servette          |
| Moutier               | 0 - 2         | Grenchen          |
| Stade Lausanne        | 1 - 2         | Vevey             |
| Turicum               | 0 - 5         | San Gallo         |
| Winterthur            | 3 - 1(d.t.s.) | Lugano            |
| 11 settembre 1983     |               |                   |
| Amriswil              | 3 - 0         | Gossau            |
| Charmey               | 1 - 13        | Losanna           |
| Derendingen           | 0 - 1         | Aarau             |
| Embrach               | 2 - 3         | Chiasso           |
| Étoile-Sporting       | 0 - 3         | Boncourt          |
| Fétigny               | 2 - 4         | Aurore Bienne     |
| Mendrisio             | 2 - 0(d.t.s.) | Bellinzona        |
| Montreux-Sports       | 1 - 2         | Neuchâtel Xamax   |
| Ostermundigen         | 0 - 2         | Nordstern         |
| Ponte Tresa-Monteggio | 2 - 3(d.t.s.) | Morobbia          |
| Stade Nyonnais        | 0 - 5         | La Chaux-de-Fonds |
| Suhr                  | 3 - 1         | Klus/Balsthal     |
| SC Zugo               | 1 - 2         | Lucerna           |
| 21 settembre 1983     |               |                   |
| Locarno               | 2 - 3(d.t.s.) | Kreuzlingen       |

### Sedicesimi di Finale
| Squadra 1                  | Risultato      | Squadra 2       |
| -------------------------- | -------------- | --------------- |
| 15 ottobre 1983            |                |                 |
| Aarau                      | 6 - 0          | Aurore Bienne   |
| Bienne                     | 3 - 3(3-4 dcr) | Laufen          |
| Bulle                      | 3 - 0          | Boncourt        |
| Friburgo                   | 0 - 3          | Sion            |
| La Chaux-de-Fonds          | 1 - 3          | Servette        |
| Grenchen                   | (Annullata)    | Neuchâtel Xamax |
| 15 ottobre 1983            |                |                 |
| Amriswil                   | 5 - 0          | Buochs          |
| Baden                      | 1 - 3          | Zurigo          |
| Basilea                    | 0 - 3          | Lucerna         |
| Kreuzlingen                | 2 - 5          | Wettingen       |
| Mendrisio                  | 3 - 0          | Suhr            |
| Morobbia                   | 0 - 1          | Chiasso         |
| Vevey                      | 1 - 0          | Nordstern       |
| Young Boys                 | 2 - 4          | Losanna         |
| 20 marzo 1984(Ripetizione) |                |                 |
| Grenchen                   | 1 - 0          | Neuchâtel Xamax |

### Ottavi di Finale
| Squadra 1     | Risultato | Squadra 2    |
| ------------- | --------- | ------------ |
| 31 marzo 1984 |           |              |
| Amriswil      | 0 - 1     | Aarau        |
| Lucerna       | 2 - 1     | Vevey        |
| Servette      | 4 - 2     | Sion         |
| 1 aprile 1984 |           |              |
| Grenchen      | 0 - 2     | Losanna      |
| Laufen        | 2 - 3     | Bulle        |
| Mendrisio     | 1 - 2     | Chiasso      |
| San Gallo     | 2 - 1     | Grasshoppers |
| Zurigo        | 5 - 1     | Wettingen    |

### Quarti di Finale
| Squadra 1      | Risultato     | Squadra 2 |
| -------------- | ------------- | --------- |
| 18 aprile 1984 |               |           |
| Servette       | 5 - 0         | Chiasso   |
| 23 aprile 1984 |               |           |
| Losanna        | 3 - 2(d.t.s.) | Zurigo    |
| Lucerna        | 0 - 3         | Aarau     |
| San Gallo      | 2 - 0         | Bulle     |

### Semifinali
| Squadra 1                   | Risultato     | Squadra 2 |
| --------------------------- | ------------- | --------- |
| 8 maggio 1984               |               |           |
| Losanna                     | 1 - 0         | San Gallo |
| Aarau                       | 0 - 0(d.t.s.) | Servette  |
| 23 maggio 1984(Ripetizione) |               |           |
| Servette                    | 1 - 0         | Aarau     |

### Finale
| Arbitro: | Ulrich Nyffenegger (Nidau) |

| |            | |
| Geiger 95’ | Marcatori  | |
| Burgener Renquin Hasler Henry Dutoit Schnyder Geiger (110' Cacciapaglia) Barberis Decastel (91' Castella) Brigger Elia | Formazioni | Milani Chapuisat Batardon (104' Dario) Bamert Ryf Pfister (84' Hertig) Lei-Ravello Andrey Kok Mauron Pellegrini |
| Pázmándy | Allenatori | Mathez |